# Ілля Суцкевер
Ілля Суцкевер FRS (1985/86 р.н.) — народжений в РРФСР канадський комп'ютерний вчений, який працює в галузі машинного навчання, співзасновник і головний науковий співробітник OpenAI.
Він зробив кілька значних внесків у сферу глибокого навчання. Разом з українцем Алексом Крижевським і Джеффрі Гінтоном він є одним із винахідників AlexNet, згорткової нейронної мережі. Суцкевер також є одним із багатьох авторів статті AlphaGo.

## Кар'єра
Суцкевер навчався у Відкритому університеті Ізраїлю між 2000 і 2002 роками У 2002 році він разом із родиною переїхав до Канади та вступив до Університету Торонто, де отримав ступінь бакалавра (2005) з математики і ступінь магістра (2007) і доктора філософії (2012) з інформатики під керівництвом Джеффрі Гінтона.
2012 року, після навчання, Суцкевер провів два місяці як постдокторант у Ендрю Нга в Стенфордському університеті. Потім він повернувся до Університету Торонто та приєднався до нової дослідницької компанії Д. Гінтона DNNResearch, яка є підрозділом дослідницької групи Гінтона. Чотири місяці потому, у березні 2013 року, Google придбала DNNResearch і найняла Суцкевера науковим співробітником Google Brain.
У Google Brain Ілля працював з Oriol Vinyals і Quoc Viet Le над створенням алгоритму послідовного навчання.
У 2015 році Суцкевер був включений до списку 35 інноваторів віком до 35 років від MIT Technology Review.
Наприкінці 2015 року він залишив Google, щоб стати директором новоствореної OpenAI.
Суцкевер був основним доповідачем на NVIDIA NTECH 2018 і AI Frontiers Conference 2018.
У 2022 році він був обраний членом Королівського товариства